# باشگاه فوتبال الفسبورگ
باشگاه فوتبال الفسبورگ (سوئدی: IF Elfsborg) همچنین شناخته شده با نام الفسبورگ، یک باشگاه فوتبال در کشور سوئد است.
این باشگاه که در شهر بوروس قرار دارد در سال ۱۹۰۴ تأسیس شده و سابقه ۶ قهرمانی در لیگ برتر فوتبال سوئد و ۳ قهرمانی در جام حذفی فوتبال سوئد در کارنامه دارد.